# Anthelephila
Anthelephila is een geslacht van kevers van de familie snoerhalskevers (Anthicidae).

## Soorten
- A. abditus (Kejval, 2000)
- A. alfierii (Pic, 1924)
- A. ancoriferra Telnov, 2003
- A. anderssoni (Bonadona, 1988)
- A. angolensis (Pic, 1931)
- A. anireinii (Pic, 1933)
- A. arunvallis (Kejval, 2000)
- A. backlundi (van Hille, 1989)
- A. barombiensis (van Hille, 1978)
- A. bechynei (van Hille, 1978)
- A. bejceki Kejval, 2002
- A. besucheti (Bonadona, 1989)
- A. bhutanensis (Pic, 1913)
- A. bidentatus (Uhmann, 1983)
- A. bifurcatus (Kejval, 2000)
- A. bimaculatipennis (Pic, 1939)
- A. biroensis (Pic, 1956)
- A. bonadonai (Kejval, 2000)
- A. boviei (Pic, 1947)
- A. braminus (Bonadona, 1964)
- A. brevenotatus (Pic, 1934)
- A. bukharensis (Kejval, 2000)
- A. burckhardti Telnov, 2003
- A. burgeoni (Pic, 1952)
- A. burmanus (Kejval, 2000)
- A. caeruleipennis LaFerté-Senéctère, 1847
- A. canaliculata LaFerté-Senéctère, 1849
- A. cantabubei (Bonadona, 1959)
- A. cavicollis Kejval, 2002
- A. celer (Kejval, 1999)
- A. cineracea Kejval, 2006
- A. cochleola Kejval, 2002
- A. coiffaitianus (Bonadona, 1984)
- A. condamini (Bonadona, 1969)
- A. congoanus (Uhmann, 1981)
- A. coniceps (Pic, 1914)
- A. cyaneus (Hope, 1833)
- A. cyanochrous (Nomura, 1962)
- A. danielssoni (van Hille, 1989)
- A. decellei (Bonadona, 1969)
- A. degener Kejval, 2006
- A. discolor (Kejval, 1999)
- A. doctus (Bonadona, 1981)
- A. fossicollis Kejval, 2002
- A. foutensis (van Hille, 1978)
- A. gandaki (Kejval, 2000)
- A. gardneri (Heberdey, 1934)
- A. gladia Telnov, 2003
- A. gladiatrix Kejval, 2002
- A. gorkha (Kejval, 2000)
- A. grabowskyanus (Kejval, 1999)
- A. hauseri Pic, 1897
- A. helferi (Kejval, 1999)
- A. hispanica Motschulsky, 1849
- A. horaki Kejval, 2006
- A. humeralis (Macleay, 1872)
- A. impexus (Bonadona, 1981)
- A. ionica LaFerté-Senéctère, 1849
- A. jaccoudi (Bonadona, 1989)
- A. jelineki (Kejval, 2000)
- A. kanheri Kejval, 2002
- A. kippenbergi (Uhmann, 1978)
- A. klapperichi (Uhmann, 1988)

- A. kumbaensis (van Hille, 1978)
- A. lamottei (Pic, 1958)
- A. laosensis (Kejval, 1999)
- A. latro LaFerté-Senéctère, 1849
- A. limaria Kejval, 2006
- A. lindbergi (Bonadona, 1960)
- A. linnavuorii (van Hille, 1977)
- A. lombokianus (Pic, 1913)
- A. longidentatus (Uhmann, 1995)
- A. macilentus (Bonadona, 1962)
- A. maigudensis (van Hille, 1977)
- A. malaccanus (Pic, 1939)
- A. mediospinis (van Hille, 1978)
- A. medleri (Bonadona, 1984)
- A. menieri (Bonadona, 1984)
- A. mirabilis (Telnov, 1997)
- A. multiformis Kejval, 2002
- A. mulleri (Pic, 1954)
- A. nageli (Uhmann, 1990)
- A. nepalensis (Kejval, 2000)
- A. nigrorufa Kejval, 2002
- A. ninus LaFerté-Senéctère, 1849
- A. nothus (Bonadona, 1969)
- A. opiatus (Kejval, 1999)
- A. panelii (van Hille, 1977)
- A. pedestris (Rossi, 1790)
- A. penitus (Bonadona, 1979)
- A. peri (van Hille, 1985)
- A. persicus (Kejval, 2000)
- A. peterseni (Bonadona, 1981)
- A. philippinenis (Pic, 1914)
- A. picta Kejval, 2002
- A. pokharensis (Kejval, 2000)
- A. probsti (Kejval, 2000)
- A. propensus (Bonadona, 1984)
- A. pseudocorruscus (Kejval, 2000)
- A. pygmaea Telnov, 2003
- A. quadriguttatus (Philippi, 1864)
- A. raja Telnov, 2003
- A. renisus (Bonadona, 1981)
- A. roseleri (Pic, 1908)
- A. rouyeri (Pic, 1914)
- A. royi (Bonadona, 1969)
- A. rubidus (Reitter, 1878)
- A. schuelei (Uhmann, 1994)
- A. schuhi (Uhmann, 1994)
- A. siamensis Kejval, 2002
- A. similis (Krekich-Strassoldo, 1925)
- A. sinica Kejval, 2002
- A. solita Kejval, 2006
- A. songhoanus (Kejval, 1999)
- A. soror Kejval, 2002
- A. subfasciatus (Pic, 1923)
- A. sulcicollis (Pic, 1907)
- A. topali (Uhmann, 1983)
- A. toxopei (Krekich-Strassoldo, 1929)
- A. travancorensis (Pic, 1913)
- A. uhligi (Uhmann, 1995)
- A. uhmanni (Kejval, 2000)
- A. verutiventris (Bonadona, 1981)
- A. vethi (Pic, 1913)
- A. villiersi (Bonadona, 1969)
- A. volkonskyi (Pic, 1942)